# Бандар Сери Бегаван
Бандар Сери Бегаван (пре Брунеј), главни град и лука, културно и привредно средиште султаната Брунеј. Налази се на северозападном делу острва Борнеа, на ушћу реке Лимбанг. Има 71.500 становника. Извози нафту, каучук и саго.

## Етимологија
Првобитно име за овај град било је Бандар Брунеј или Град Брунеј на енглеском. Године 1967, Султан Омар Али Сејфудин II абдицирао је у корист свог најстаријег сина, Хасанала Болкијаха, и узео титулу Сери Бегаван. Болкијах је тада био министар одбране, а 5. октобра 1970. године Хасанал је променио име града у част свог оца. Реч Бегаван се такође користила за брунејске монархе који су абдицирали, а она долази од санскритске речи за бога (भगवान, bhagavān). Поред тога, Сери Бегаван на санскритском значи блажен. Сери долази од почасне санскритксе речи Шри, а Бандар долази из персијског језика преко индијских и оригинално значење јој је лука или уточиште. На малајском, бандар је познат каоград.

## Историја
Људско насеље у Брунеју може се пратити од 6. и 7. века, када је постојао малајски трговачки центар и рибарска лука у близини данашњег града. Прво насеље на обали реке Брунеј може се пратити уназад до 8. века где је било насеља сличним данашњем Воденом Селу у Бандар Сери Бегавану, које се налази у близини Брунејског музеја са модерним градом на супротној обали. Током Брунејског царства, у периоду између 15. и 17. века, које владало већим делом Борнеа, укључујући и јужни део Филипина са данашњим главним градом, Манилом, и водена насеља у близини града, Бандар Сери Бегаван је постао трећи административни центар, након Кота Баруа и Воденог Села. Када је моћ султаната опала у 18. веку доласком западних сила попут Шпаније, Немачке и Енглеске, популација града је смањена на свега 20.000 становника. Од 1888. па до стицања независности, 1984. године, Брунеј је био британски протекторат. Развој земље почео је 1906. године када је британски становник охрабрио грађане Султаната да се преселе на мелиорисано земљиште у западном делу земље. Године 1899. извршено је прво нафтно бушење у Ајер Бекучију. Иако је бушење ишло чак до 259 m у дубину, није пронађена нафта. Нафтна истраживања су 1924. године пребачена у Серији, граду у Белајт дистрикту. Султан Мухамед Џамалул Алам II изградио је нову палату на западној обали 1909. године, након што су га Британци убедили, уз помоћ кинеских економских инвестиција. Џамија и зграде владе изграђене су такође на западној обали 1920. године. Исте године, ново насеље проглашено је за престоницу Брунеја и општинско средиште.

## Географија

### Клима
Бандар Сери Бегаван смештен је на северној обали Брунејске реке. Има тропску кишну климу која је релативно топла и влажна. Град прима велике количине падавина од североисточних монсуна који дувају од децембра до марта, док југоисточни монсун дува од јуна до октобра. Према подацима из 2010. године, средња температура варира од 24 °C до 35 °C, са мартом као најтоплијим, и децембром као најхладнијим месецом.

## Становништво
| 2007.   |
| ------- |
| 100.700 |

## Привреда
Бандар Сери Бегаван, као главни град Султаната Брунеј има велики допринос у његовом развоју и чињеници да је Брунеј дуго била 5. држава на свету по величини БДП-а по глави становника.

## Култура
У граду су заступљени сви нивои образовања, од дјечјих вртића, до универзитета, основаног 1985. године. Позната места културе Брунеја и његовог главног града су: џамија Султан Омар Али Сејфудин (саграђена 1958. године, позната по својој златној куполи), Џамаср Хасанил Болкијахова џамија, Краљевска дворана за церемоније, Музеј Брунеја, Технолошки музеј Малаје, те Краљевска палата.

## Партнерски градови
- Нанкинг